# 绿之丘
绿之丘是中華人民共和國上海市楊浦區楊浦濱江的一個建築。該建築由同济大学建筑设计研究院（集团）有限公司/原作设计工作室設計，上海杨浦滨江投资开发有限公司開發，面積17500平方米（一說地上面积13000平方米，其中绿化面积6800平方米，另外垂直绿化面积1800平方米），於2019年竣工。該建築一层设有FOURTY TWO COFFEE，自二层以上為露台。每层露台上均种植着绿树花草。绿之丘中央建有钢结构螺旋式扶梯，扶梯连通各层展厅。建築南北两侧设有悬臂式观光走道，可以觀賞黄浦江两岸。
該建築前身是宁国路码头附近的建成於1990年代的烟草公司机修仓库，在此之前是建于1920年的怡和冷库。截至2016年3月時（同年開始改造）歷史達30年。烟草公司机修仓库原建筑高度30米，共6层，总建筑面积24000平方米。後經過改造削減形成現在的绿之丘。